# 伊朗最高國家安全委員會
伊朗最高國家安全委員會（英語：Supreme National Security Council），是伊朗武裝力量的最高領導機關和國防政策制定機構。它是由領袖和總統代表，司法部長，武裝部隊總司令，革命衛隊司令，國家計劃與經濟委員會主席，情報，外交，經濟等部門成員組成。
該委員會的成立是為了保護和支持國家利益、伊斯蘭革命以及國家的領土完整和國家主權。其成立於1989年修改憲法。章程規定理事會的職責包括：
- 在領導人確定的總體政策框架內確定國家的國防和國家安全政策。
- 協調與國防和國家安全總體政策有關的政治活動、情報、社會、文化和經濟領域活动。
- 利用國家的物質和智力資源來應對內部和外部威脅。

## 外部連結
- Supreme Defense Council (SDC) （页面存档备份，存于）
- Iran’s President Criticized Over Nuclear Issue （页面存档备份，存于）